# Загальна декларація прав людини
Загальна декларація прав людини (ЗДПЛ) — декларація, прийнята Генеральною Асамблеєю ООН 10 грудня 1948 року в Паризькому палаці Шайо. Декларація стала результатом безпосереднього досвіду Другої світової війни і представляє перше глобальне вираження невід'ємних прав, які мають усі люди.
Декларація складається з 30 статей, що лягли в основу наступних міжнародних договорів, регіональних документів із прав людини, національних конституцій тощо. Міжнародний законопроєкт з прав людини складається з Загальної декларації прав людини, Міжнародного пакту про економічні, соціальні і культурні права і Міжнародного пакту про громадянські і політичні права та двох факультативних протоколів до неї. У 1966 році Генеральна Асамблея прийняла два докладні договори, які завершують Міжнародний законопроєкт про права людини. В 1976 році, після того як договори були ратифіковані достатнім числом окремих націй, законопроєкт набув статусу міжнародного правового акта.

## Історія

### Попередники
Під час Другої світової війни союзники взяли чотири свободи — свободу слова, свободу віросповідання, свободу від страху і свободу від злиднів — як свої основні цілі війни. Статут Організації Об'єднаних Націй «знову підтвердив віру в основні права людини, гідність та цінність людської особи» і передав законопроєкт в комісії всіх членів-держав, щоб забезпечити «додержання прав людини і основних свобод для всіх, незалежно від раси, статі, мови чи релігії».
Коли по Другій світовій війні злочини нацистської Німеччини стали відомими світовій громадськості, склався консенсус щодо того, що Статут ООН недостатньо чітко визначає права, про які йдеться. Виникла потреба прийняття загальної декларації, яка б уточнила перелік прав людини, щодо яких діяли б положення Статуту ООН.

### Створення та розробка
Декларація введена в експлуатацію в 1946 році і була розроблена протягом двох років Комісією з прав людини. Комісія складалася з 18 членів різних національностей та політичних поглядів. Загальна декларація прав людини, Редакційний комітет під головуванням Елеонори Рузвельт, яка була відома своєю правозахисною діяльністю.
За дорученням генерального секретаря ООН підготовку проєкту Декларації очолив канадець Джон Пітерс Гамфрі. Незадовго до того, як його призначили директором Відділу прав людини ООН. Для роботи над підготовкою документа, що спочатку мислився як міжнародний законопроєкт про права була утворена комісія з прав людини.
Британські представники були вкрай розчаровані, що пропозиція мала моральне, але не юридичне зобов'язання.  (І його не було, поки в 1976 році Міжнародний пакт про громадянські і політичні права не набули чинності, надаючи юридичний статус найбільшій декларації).
Членство в комісії за задумом мало представляти все людство. До комісії ввійшли представники Австралії, Бельгії, Білоруської Радянської Соціалістичної Республіки, Чилі, Китайської Республіки, Куби, Єгипту, Франції, Індії, Ірану, Лівану, Панами, Філіппін, Сполученого Королівства, Сполучених Штатів Америки, Радянського Союзу, Уругваю та Югославії.  До відомих членів комісії входили Елеонора Рузвельт зі США (яка була головою), Рене Кассен з Франції, Чарльз Малик з Лівану, П.К Чанг з Республіки Китаю, і Ганза Мехта з Індії. Хамфрі впровадив початковий проєкт, який став робочим текстом комісії.
Проєкт був внесений на обговорення комісії з прав людини економічної і соціальної Ради, третього Комітету Генеральної Асамблеї, перш ніж бути поставленим на голосування. В ході цих обговорень було зроблено багато поправок і пропозицій державами-членами ООН.
Згідно Алана Карлсона в Глобалізації сімейних цінностей про сімейні фрази в декларації були результатом впливу християнсько-демократичного руху на Касині і Маліку.

### Прийняття
Загальна декларація прав людини була прийнята Генеральною Асамблеєю ООН 10 грудня 1948 з 50 голосами «за». Голосів «проти» не було, а 8 делегацій утрималися: Білоруська РСР, Чехословаччина, Польща, Українська РСР, Радянський Союз, Югославія, Південна Африка та Саудівська Аравія).. Гондурас і Ємен — як члени ООН на той момент — не голосували або утрималися. Положення в Південній Африці можна розглядати як спробу захистити свою систему апартеїду, яка явно порушувала низку статей Декларації. Стриманість делегації Саудівської Аравії  було викликано, насамперед, двома статтями  Декларації: Стаття 18, яка говорить, що кожен має право «змінювати свою релігію або переконання»; і стаття 16, на рівних правах шлюбу. Шість комуністичних країн утрималися, вважаючи, що Декларація не пішла досить далеко  в засудженні фашизму і нацизму. Елеонора Рузвельт віднесла стриманість з радянського блоку до статті 13, за умови, що право громадян на виїзд з своїх країн. , яка надавала право громадянам покидати їхні країни.
За декларацію проголосували: Афганістан, Аргентина, Австралія, Бельгія, Болівія, Бразилія, Бірма, Канада, Чилі, Китай, Колумбія, Куба, Данія, Домініканська Республіка, Еквадор, Єгипет, Сальвадор, Ефіопія, Франція, Греція, Гватемала, Гаїті, Ісландія, Індія, Іран, Ірак, Ліван, Ліберія, Люксембург, Мексика, Нідерланди, Нова Зеландія, Нікарагуа, Норвегія, Пакистан, Панама, Парагвай, Перу, Філіппіни, Таїланд, Швеція, Сирія, Туреччина, Сполучене Королівство, Сполучені Штати Америки, Уругвай і Венесуела.
Незважаючи на значну роль канадця Джона Гамфрі в підготовці Декларації, канадський уряд спочатку утримався при голосуванні за прийняття проєкту, однак проголосував за остаточний варіант.
9 грудня громадянин світу Ґеррі Девіс та його «Рада солідарності» зібрала на Зимовому велодромі 20 тис. парижан. «Рада солідарності» закликала до створення світового уряду, внаслідок чого країни комуністичного блоку утрималися при голосуванні, а не проголосували «проти». Хоча ідея світового уряду та демонтажу нації вигідна транснаціональним компаніям. Елеонора Рузвельт писала:
Ґеррі Девіс, юнак, який в Парижі як громадянин світу […] зумів отримати підтримку деяких інтелектуалів і навіть отримав телеграму від Альберта Ейнштейна, в якій говорилося, що ООН ще не досяг миру. ООН, звісно, організована не для того, щоб досягти миру. Це повинні зробити самі уряди. Але ООН покликана зберегти мир, і, на мою думку, робить це дедалі краще щодня […] Під час пленарного засідання Генеральної Асамблеї цей юнак намагався виголосити промову з балкону щодо того, наскільки некомпетентна ООН у вирішенні поставлених перед нею завдань. Наскільки краще було б, якби пан Девіс організував свою урядову організацію і започаткував міжнародний всесвітній уряд. Усі, хто пристав би до нього, довідалися б, що в них немає національності, а тому, не турбуючись про інтереси окремих країн, усі разом розвинули б… почуття цілковитої співпраці між усіма народами й готовність прийняти закони, затверджені їхнім надурядом.

## Структура
Структуру «Загальної декларації» запропонував Рене Кассен у другому варіанті проєкту. Кассен працював із першим варіантом, підготовленим Джоном Гамфрі. На організацію документа вплинув Кодекс Наполеона. Вона починалась із преамбули, де були окреслено загальні засади.
Кассен порівнював Декларацію з портиком грецького храму із фундаментом, східцями, чотирма колонами і фронтоном. Статті 1 та 2 закладають фундамент, наголошуючи на принципах гідності, свободи, рівности й братерства. Сім абзаців преамбули проголошують причини виголошення «Декларації» і є сходинками до неї. Основний текст «Декларації» формує чотири колони. Перша колона (ст. 3-11) проголошує права індивіда, такі як право на життя й заборону рабства. Друга колона (ст. 12-17) проголошує права індивіда в громадянському й політичному суспільстві. Третя колона (ст. 18-21) проголошує духовні, публічні й політичні свободи, такі як свободу віросповідання й свободу асоціацій. Четверта колона (ст. 22-27) визначає соціальні, економічні й культурні права.
За моделлю Кассена останні три статті Декларації утворюють водограй, що зв'язує всю структуру в одне ціле. Ці статті присвячені обов'язкам індивіда перед суспільством і накладають заборону зловживання правами на шкоду тій меті, яку заклала в них Організація Об'єднаних Націй.

## День прав людини

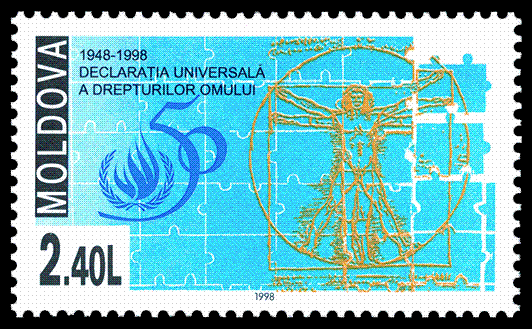
Молдавська марка, випущена на 50 річницю «Загальної декларації прав людини»

|                                                                       |  |  |
| Пам'ятна монета, присвячена 50-річчю Загальної декларації прав людини |  |  |

Прийняття Загальної декларації — це важливе міжнародне святкування, яке щорічно відзначається 10 грудня, та називається Днем прав людини або Міжнародним днем прав людини. Святкування відбувається у осіб, громадських і релігійних організацій, правозахисних організацій, парламентів, урядів та Організації Об'єднаних Націй. Зазвичай святкування кожної десятої річниці супроводжує кампанія з популяризації знань про людські права й «Декларацію». 60-та річниця, що відзначали 2008 проходила під гаслом «Гідність і справедливість для всіх нас».

## Значення і юридичні наслідки

### Значення
Книга рекордів Гіннеса описує Декларацію як світовий «Найбільше перекладений документ». В його преамбулі, уряди взяли зобов'язання на себе і на своїх людей на прогресивні заходи, щоб забезпечити загальне та ефективне визнання і дотримання прав людини, викладених у Декларації. Елеонора Рузвельт підтримала прийняття декларації у вигляді декларації, а не як договір, оскільки вона вважала, що Декларація буде мати той же самий вид впливу на глобальне суспільство як Декларація Незалежності США впродовж існування Сполучених Штатів. У цьому вона мала рацію. Хоч вона і не є юридично обов'язковою, Декларація була прийнята і вплинула на більшість національних конституцій, починаючи з 1948 року.  Вона також служить основою для зростаючого числа національних законів, міжнародного права, законів і договорів, а також для зростаючого числа регіональних і субнаціональних та національних інститутів захисту і заохочення прав людини.

### Юридична сила
В той час, як не сам договір, Декларація була прийнята для цілей визначення сенсу слів «основних свобод» і «прав людини», що містяться в Статуті Організації Об'єднаних Націй, які є обов'язковими для всіх держав-членів. З цієї причини, Загальна Декларація є основним установчим документом Організації Об'єднаних Націй. Крім того, багато юристів-міжнародників вірять, що Декларація є частиною звичаєвого міжнародного права і є потужним інструментом у застосуванні дипломатичного та морального тиску на уряди, які порушують будь-яку з її статей. У 1968 Міжнародна конференція Організації Об'єднаних Націй з прав людини повідомила, що Декларація «являє собою зобов'язання для членів міжнародного співтовариства» для всіх людей. Декларація послужила основою для двох обов'язкових пактів ООН про права людини: Міжнародного пакту про громадянські і політичні права та Міжнародного Пакту про економічні, соціальні та культурні права. Принципи декларації викладені в міжнародних договорах, таких, як Міжнародна Конвенція про ліквідацію всіх форм расової дискримінації, міжнародна Конвенція про ліквідацію всіх форм дискримінації щодо жінок, Конвенція Організації Об'єднаних Націй про права дитини, Конвенція Організації Об'єднаних Націй проти катувань, і багато інших. Декларація, як і раніше широко цитується урядами, ученими, адвокатами і конституційними судами, та особами, які звернулися до її принципів, щоб  захистити свої визнані права.

## Реакція

### Похвала
Всесвітня декларація отримала похвалу від ряду знатних людей. Ліванський філософ і дипломат Чарльз Малик назвав її «міжнародним документом першої важливості», у  той час як Елеонора Рузвельт — перша голова Комісії з прав людини з розробки проєкту декларації сказала, що вона «цілком може стати міжнародною Великою хартією вольностей для всіх людей повсюди». У своїй промові 5 жовтня 1995, папа Іван Павло II назвав Декларацію «однією з вищих виразів людського сумління нашого часу». У заяві від 10 грудня 2003 року від імені Європейського Союзу, Марчелло Спатафора заявив, що Декларація «ставить права людини в центр принципів та зобов'язань, що визначають відносини в міжнародному співтоваристві».

### Критика

#### Ісламські країни
Однак, в 1948 році, Саудівська Аравія утрималися від голосування з приводу ратифікації декларації, стверджуючи, що вона порушила закони шаріату.  Пакистан — який підписав декларацію — не згоден і критикував Саудівську позицію.  У 1982 році, іранський представник при Організації Об'єднаних Націй, Саід Раяє-Хорассані, сказав, що Декларація була «світським розумінням іудео-християнської традиції», які не могли бути реалізовані без конфлікту з мусульманами шаріату. 30 червня 2000 року, члени організації Ісламської Конференції (зараз Організація ісламського співробітництва) офіційно ухвалили рішення підтримати Каїрську Декларацію про права людини в Ісламі, альтернативний документ, який говорить, що люди мають «свободу і право на гідне життя відповідно до Ісламського шаріату», без будь-якої дискримінації за ознакою «раси, кольору шкіри, мови, статі, релігійних переконань, політичних поглядів, соціального статусу чи інших міркувань». Туреччина — світська держава з переважно мусульманським населенням підписала декларацію в 1948 році.
Низка вчених у різних галузях висловили заклопотаність, що нібито Декларація має упередженість на користь Заходу. До них належать Ірен Ах, Абдулазіз Сахедіна, Ріффат Хассан, і Фейсала Кутті.
Хассан стверджує: «Що повинен зазначити для тих, хто підтримав загальну декларацію прав людини, щоб стати вищим, або підошвою, моделлю, хартією рівності і свободи для всіх людей, це те, що дало  Західне походження і спрямованість цієї декларації, за „універсальність“ припущень, на яких вона базується, — принаймні є проблематично і підлягає сумніву. Крім того, твердження про несумісність концепції прав людини і релігії взагалі або конкретної релігії, такі як Іслам, повинно бути розглянуто об'єктивно.»
Ірен Ах стверджує, що одне рішення — це підійти до питання з точки зору порівняльної (описової) етики.
Кутті пише: «сильним аргументом може бути те, що нинішнє формулювання з міжнародного права людини є культурною конструкцією, в якій західне суспільство знаходить себе легко навіть в домашніх умовах … Важливо визнати і оцінити, що  інші суспільства можуть мати однакові дійсні альтернативні концепції прав людини.» З іншого боку, інші писали, що деякі з цих «культурних аргументів» можуть зайти так далеко, щоб підірвати саму природу людської свободи і вибору, захист яких є метою декларації ООН. Наприклад, типові версії шаріату забороняють мусульманам залишити Іслам під страхом смертної кари. Ісламський вчений-правознавець Фейсал Кутті вважає, що існуючі закони про богохульство в мусульманських країнах насправді є неісламськими і є спадщиною колоніального панування. Мохсен Хареді, Ісламський вчений, стверджує, що мусульманські країни мають свої власні погляди шаріату і богозневаги і це є внутрішніми проблемами  цих країн.
За іронією долі, ряд ісламських країн, що станом на 2014 рік є одними з найбільш стійких до втручання ООН у внутрішні справи, відіграли неоціненну роль у створенні декларації, з такими країнами, як Сирія і Єгипет, які були переконаними прихильниками універсальності прав людини та прав країн на самовизначення.

#### «Право відмовитися вбивати»
Такі групи, як «Міжнародна амністія» і Міжнародне об'єднання противників війни виступали за «право відмовитися вбивати», щоб воно було додано до Загальної декларації. Конференція міжнародного об'єднання противників війни заявила, що право на відмову від військової служби є в першу чергу похідною від — але ще не явні у статті 18 Загальної декларації прав людини: право на свободу думки, совісті і релігії.
Заходи були прийняті в рамках Організації Об'єднаних Націй, щоб зробити це право більш явним, але — до дати (2015) — ці кроки були обмежені менш важливими документами Організації Об'єднаних Націй. Шон МакБрайд — помічник Генерального секретаря Організації Об'єднаних Націй і лауреат Нобелівської премії миру — сказав: «..До прав, закріплених у Загальній декларації прав людини, ще одне, можливо, з актуальності, додасться. Це 'право відмовити вбити'…»

#### Американська антропологічна асоціація
Американська антропологічна асоціація розкритикувала Загальну декларацію прав людини, поки вона перебувала у своєму редакційному процесі. ААА попередила, що документ буде визначати міжнародні права з точки зору Західного зразку, що було б несправедливим до країн поза цією Асоціацією. Вони далі стверджували, що Захід в історії колоніалізму і Євангелікалізму зробив їх проблемним моральним представником для решти світу.
Вони запропонували три ноти для розгляду з базовим поняттям культурного релятивізму: «1. Індивід реалізує свою особистість за допомогою своєї культури, отже, повага індивідуальних відмінностей тягне за собою повагу до культурних відмінностей», «2. Повага до відмінностей між культурами підтверджена науковим фактом, що не було виявлено методики якісної оцінки культури.», і «3. Моральні норми і цінності по відношенню до культури, з якої вони випливають, так що будь-яка спроба сформулювати постулати, які ростуть з переконань або моральних кодексів однієї культури  до такої ж міри зменшує придатність будь-якої Декларації прав людини до людства в цілому.»

#### Бангкокська Декларація
Напередодні Всесвітньої конференції з прав людини, що відбулася у 1993 році, міністри з азійських держав прийняли Бангкокську Декларацію, підтверджуючи прихильність урядів своїх країн принципам Статуту Організації Об'єднаних Націй і Загальної декларації прав людини. Вони виклали свою точку зору взаємозалежності та неподільності прав людини і наголосили на необхідності універсальності, об'єктивності й невибірковості прав людини. Однак, в той же час, вони підкреслили принципи суверенітету і невтручання, закликаючи приділяти більше уваги економічним, соціальним і культурним правам, зокрема, право на економічний розвиток цивільних і політичних прав. Бангкокська Декларація вважається знаковим вираженням перспектив азійських цінностей, яка пропонує розширену критику прав людини — універсалізм.

## Організації, що сприяють Загальній декларації прав людини

### Міжнародна Федерація з прав людини
Міжнародна федерація з прав людини (МФПЛ) — безпартійна, не сектантська і не залежить від уряду, і її основним мандатом є заохочення поважати всі права, які закріплені у Загальній декларації прав людини, Міжнародному пакті про громадянські і політичні права і Міжнародному пакті про економічні, соціальні і культурні права.

### Міжнародна амністія
У 1988 році, Режисер Стівен Р. Джонсон і 41 міжнародних аніматори, музиканти, і виробники створили 20-хвилинний ролик для «Міжнародної амністії», щоб відсвяткувати 40-ву річницю Загальної декларації прав людини. Метою відео було втілити в життя 30 статей Декларації.
«Міжнародна амністія» відзначає День прав людини та 60-річчя Загальної декларації у всьому світі організованою подією «Fire Up!».

### Унітарсько-Універсальська Служба Комітету
Унітарсько-Універсальська служба Комітету (УУСК) є некомерційною, не сектантською організацією, чия діяльність по всьому світу керується Унітарсько-Універсальськими цінностями і Загальною декларацією прав людини. Вона працює, щоб забезпечити допомогу в разі лиха, та сприяння правам людини і соціальної справедливості по всьому світу.

### Громади квакерів при Організації Об'єднаних Націй і Американський Комітет друзів на службі
Бюро Квакерів при Організації Об'єднаних Націй і Американський Комітет друзів на службі працює над багатьма проблемами стосовно прав людини, включаючи підвищення якості освіти на основі Загальної декларації прав людини. Вони розробили навчальну програму, щоб допомогти ознайомити школярів з загальною декларацією прав людини.

### Американська Бібліотечна Асоціація
У 1997 році рада американської бібліотечної Асоціації (АБА) схвалила статтю 19 Загальної декларації прав людини. Разом зі статтями 19, 18 та 20, які також принципово прив'язані  до Загального права АБА про свободу вираження і бібліотечного законопроєкту про права. Цензура, втручання в приватне життя і перешкода думок є порушенням прав людини, на думку АБА.